# Ida Wyman
Ida Dora Wyman (7. března 1926 Malden – 13. července 2019 Fitchburg) byla americká fotografka. Nejznámější se stala díky své dokumentární fotografii života na ulicích New Yorku.

## Životopis
Wyman se narodila v Maldenu v Massachusetts dne 7. března 1926 a vyrostla v newyorském Bronxu. Svou fotografickou kariéru zahájila na střední škole fotografováním sousedů. Ještě než se stala fotografkou, plánovala být zdravotní sestrou.

## Dílo
Wyman byla členkou umělecké skupiny Photo League v New Yorku. Během čtyřicátých a padesátých let 20. století pořídila přes 100 zakázek pro časopis Life. Pracovala na západním pobřeží a často fotografovala filmové hvězdy během natáčení, například Jamese Cagneyho ve filmu White Heat.
V roce 1962 se Wyman vzdala profesionální fotografie a přijala práci v Haskins Laboratories v newyorském Manhattanu. K fotografování se vrátila v roce 1968 jako fotografka oddělení patologie na lékařském oddělení Kolumbijské univerzity. Teprve v 70. a 80. letech 20. století začala odborná kritika kvality její práce vysoce oceňovat.
Její fotografie jsou vystaveny ve stálé sbírce Židovského muzea v New Yorku, Newyorské veřejné knihovně a v Madisonském muzeu současného umění ve Wisconsinu.
Wyman zemřela ve Fitchburgu ve Wisconsinu 13. července 2019 ve 93 letech.